# Esquiule
Esquiule – miejscowość i gmina we Francji, w regionie Nowa Akwitania, w departamencie Pireneje Atlantyckie.
Według danych na rok 1990 gminę zamieszkiwały 523 osoby, a gęstość zaludnienia wynosiła 18 osób/km² (wśród 2290 gmin Akwitanii Esquiule plasuje się na 696. miejscu pod względem liczby ludności, natomiast pod względem powierzchni na miejscu 296.).